# Billy Robinson
William "Billy" Robinson (18 de septiembre de 1939 - 3 de marzo de 2014) fue un luchador profesional e instructor de catch wrestling inglés. Además de su país natal, Robinson es conocido en Japón por haber contribuido a la evolución de las artes marciales mixtas y el shoot wrestling. Junto a ello, Robinson ha sido exitoso en cuatro continentes durante su carrera en la lucha libre profesional, habiendo ganado títulos en casi todas las promociones en las que ha luchado.

## Campeonatos y logros

### Lucha amateur
- British National Wrestling Championship (1 vez)[1]
- European Open Light Heavyweight Wrestling Championship (1 vez)[1]

### Lucha libre profesional
- All Japan Pro Wrestling
  - NWA United National Championship (1 vez)[1]
  - PWF World Heavyweight Championship (1 vez)[1]
  - January 2nd Korakuen Hall Heavyweight Battle Royal (1980)[6]

- American Wrestling Association
  - AWA British Empire Heavyweight Championship (3 veces)[1]
  - AWA World Tag Team Championship (2 veces) - con Verne Gagne (1) y Crusher Lisowski (1)[1]

- Cauliflower Alley Club
  - Otros honrados (1994)

- Championship Wrestling from Florida
  - NWA Southern Heavyweight Championship (Florida version) (1 vez)

- Continental Wrestling Association
  - CWA World Heavyweight Championship (3 veces)[1]

- International Pro Wrestling
  - IWA World Heavyweight Championship (2 veces)[1]

- Joint Promotions
  - British Heavyweight Championship (1 vez)[1]

- Lutte Internationale (Montreal)
  - Canadian International Heavyweight Championship (2 veces)[1]
  - Canadian International Tag Team Championship (1 vez) - con Pierre Lefebvre[1]

- Professional Wrestling Hall of Fame and Museum
  - Clase de 2011[7]

- Stampede Wrestling
  - Stampede Wrestling Hall of Fame[8]

- World Championship Wrestling (Australia)
  - IWA World Heavyweight Championship (1 vez)[1]

- Pro Wrestling Illustrated
  - PWI Luchador Más Popular (1974)[9]

- Wrestling Observer Newsletter
  - WON Hall of Fame (clase de 1996)[10]

- Tokyo Sports Grand Prix
  - Lucha del año (1975) contra Antonio Inoki el 11 de diciembre